# 黒木為楨

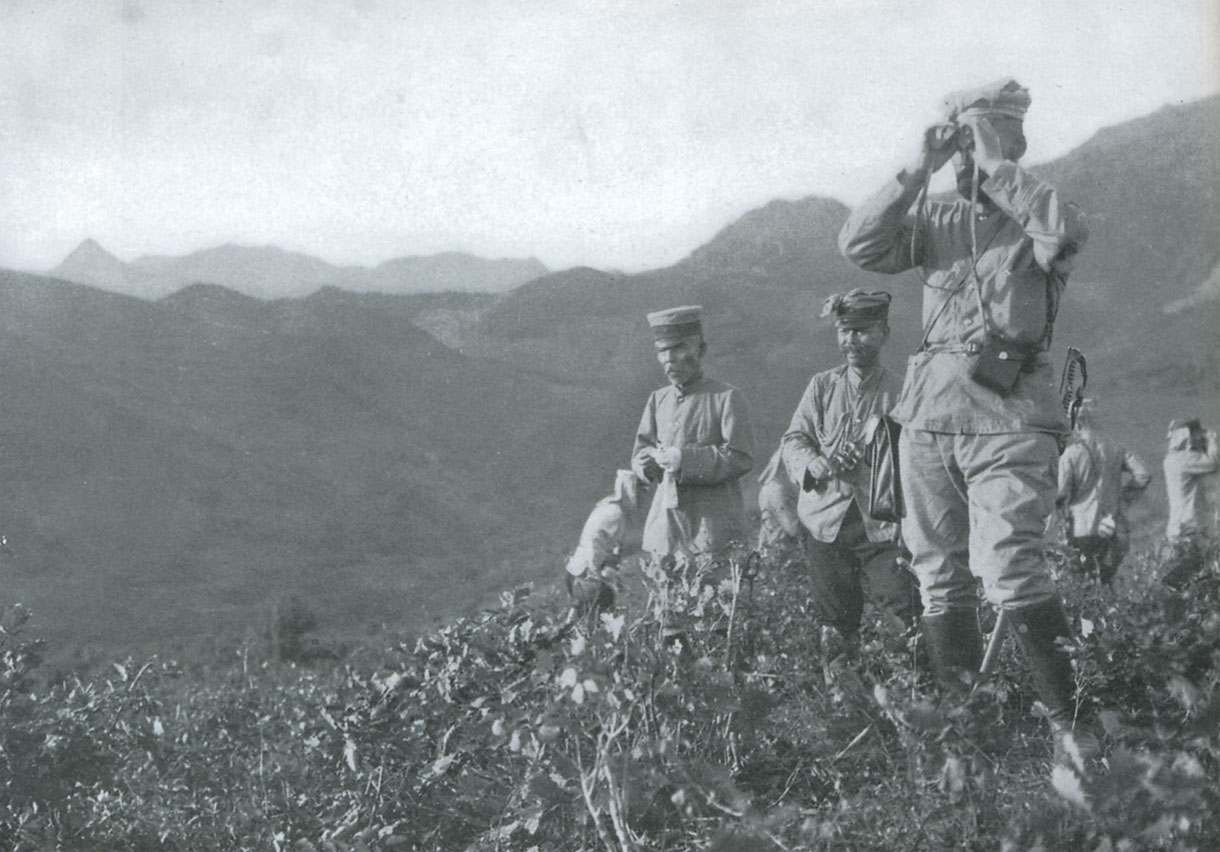
黒木大将および第一軍参謀長藤井茂太、遼陽会戦時

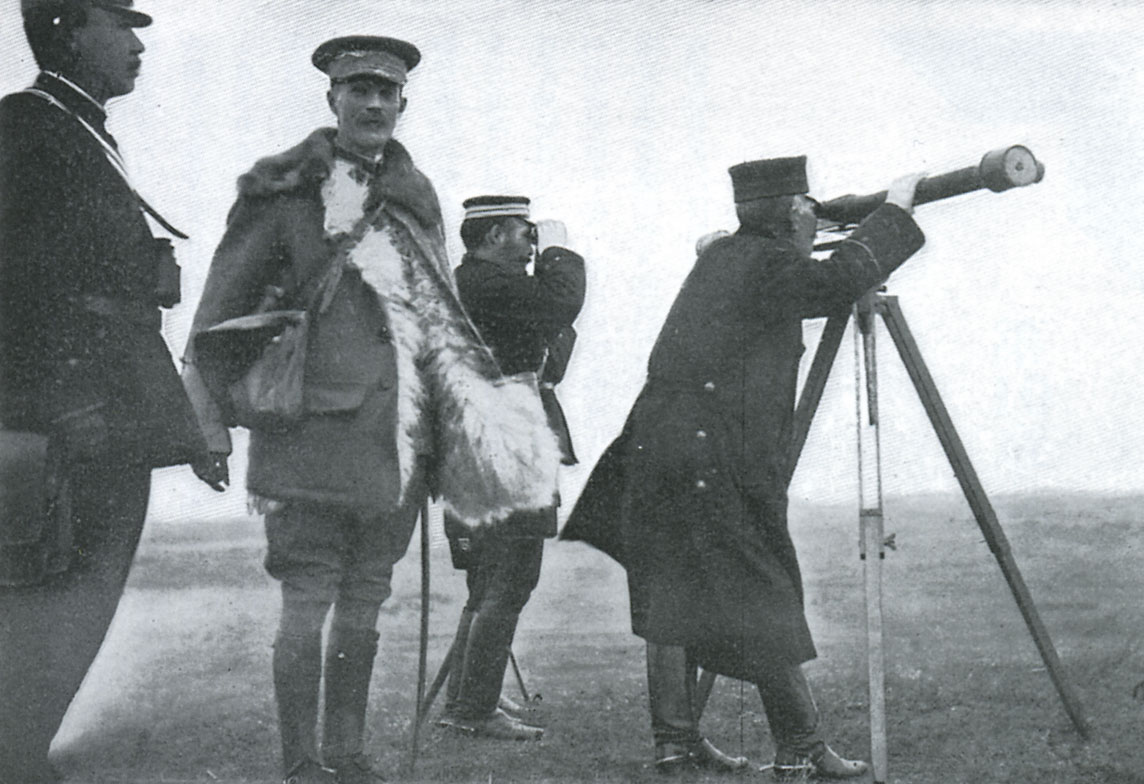
黒木大将および英国の観戦武官イアン・ハミルトン、沙河会戦時

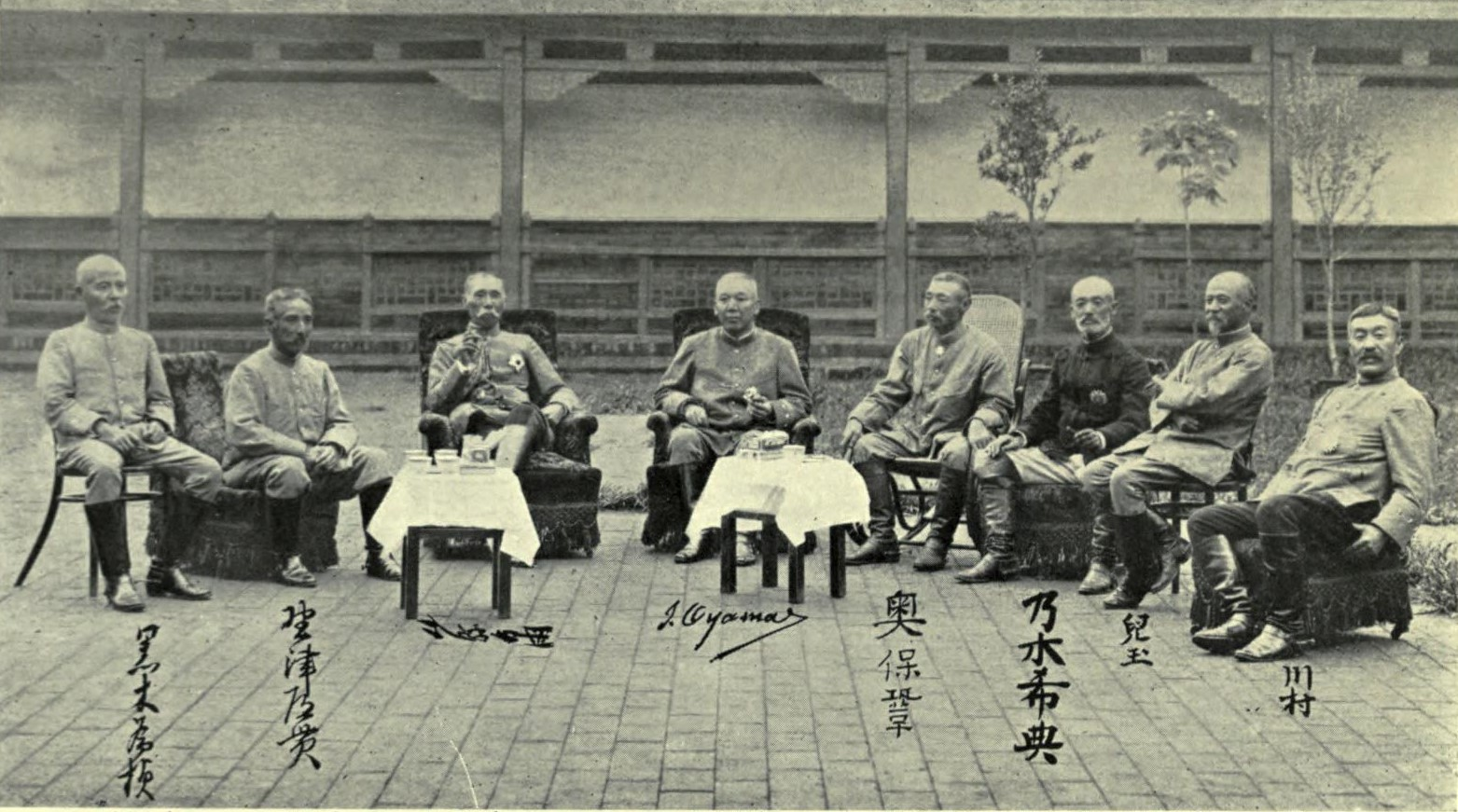
日露戦争における二元帥六大将
（左端が黒木為楨）

黒木 為楨（くろき ためもと、旧字体：黑木 爲楨、1844年5月3日〈天保15年3月16日〉- 1923年〈大正12年〉2月3日）は、日本の陸軍軍人。最終階級は陸軍大将。伯爵。通称は七左衛門。

## 生涯
天保15年3月16日（1844年5月3日）、薩摩藩士・帖佐為右衛門の三男として薩摩国鹿児島城下加治屋町猫之薬師小路（下加治屋町方限）に生まれる。のち、黒木万左衛門為善の養子となり黒木姓を名乗る。
戊辰戦争に4番隊半隊長として従軍。鳥羽・伏見の戦いでは、薩摩藩の小銃隊を指揮して幕府歩兵を集中射撃により敗走させ、宇都宮城攻防戦では城壁に突進して取り付くなど奮戦し、勝利の契機をつくった。明治2年（1869年）2月、1番大隊小隊長となる。
明治4年（1871年）4月に上京し、同年7月、陸軍大尉任官、御親兵1番大隊に配属。明治5年（1872年）8月、陸軍少佐に昇進し近衛歩兵第1大隊長に就任。近衛歩兵第2大隊長を経て、1875年（明治8年）2月、陸軍中佐に進級し広島鎮台歩兵第12連隊長となる。1877年（明治10年）3月、西南戦争に出征し、同年10月まで従軍。1878年（明治11年）11月、陸軍大佐に昇進。1879年（明治12年）1月、近衛歩兵第2連隊長に転じ、中部監軍部参謀、参謀本部管東局長を歴任。1885年（明治18年）5月、陸軍少将に進級し歩兵第5旅団長に就任し、次いで近衛歩兵第2旅団長を務めた。
1893年（明治26年）11月、陸軍中将に進み第6師団長に就任。1895年（明治28年）1月、日清戦争に出征し威海衛の攻撃に参加する。同年8月、軍功により男爵を叙爵し華族となる。1896年（明治29年）10月、近衛師団長に親補され、西部都督に転じた。1903年（明治36年）11月、陸軍大将に進む。
1904年（明治37年）1月、軍事参議官に就任。同年2月、第1軍司令官となり、翌月、日露戦争開戦に伴い出征。鴨緑江から奉天会戦まで連戦し、ロシア軍からは、「クロキンスキー」と恐れられた。欧州では、ニコライ2世 (ロシア皇帝)が「猿のような」と評した日本人が単独で大国ロシアに勝てるわけがないと思われて、指揮した黒木は長年ロシアに苦しめられてきたポーランド人と報道した新聞もあった。
1906年（明治39年）1月、再び軍事参議官となり、1907年（明治40年）4月から6月までアメリカに出張。同年9月、軍功により伯爵を叙爵。1909年（明治42年）3月、後備役に編入、1914年（大正3年）4月1日に退役した。1917年（大正6年）4月から1923年（大正12年）2月まで枢密顧問官を務めた。
1923年（大正12年）2月3日午後10時、神経痛で療養の処、流行性感冒となり、肺炎を併発して東京市青山の自邸（港区立青南小学校向い。現在の王子ホームズ青山）に於いて薨去。享年80（満78歳没）。

## 人物
- 薩摩武士らしい豪傑肌の性格で、論理よりも経験を重んじる猪突猛進型の軍人であった。それを証明するかの様に、面白半分に相撲の相手を挑んできた明治天皇を容赦なく投げ飛ばし叩き付けたという逸話が残っている。
- 野戦指揮官としての長年の経験と勘を生かした優れた采配を見せ、日露開戦直後の日本軍の快進撃は黒木の手腕によるところが大きい。しかし、その猪突猛進型の性格が災いし、総司令部の意思に反した突出を見せることがあり、奉天会戦時には余りの突出ぶりに満州軍総司令部より再三「進撃中止」の命令を出されている。
- 日露開戦後、全軍に対する訓示において、「忠誠を尽くし、武勇を振るい、速やかに平和を克服せざるべからず」と述べたとされる[4]。
- 日露戦後は他の軍司令官が元帥位に登る中、黒木と乃木希典は大将で軍歴を終えている。軍歴や功績を考慮すれば元帥に任命されてもおかしくはないのだが、黒木本人がお飾りだけの名誉職としての元帥位を嫌い、最後まで現場の指揮官としての地位を好んだということもあるが（同僚に書いた手紙の中に、そのような内容が記されているものが残っている）、その剛直で荒々しい性格が軍中央で好まれなかったというのが理由であるとされている（乃木にも元帥打診の話があったが、本人が固辞した）。

## 栄典
位階
- 1886年（明治19年）10月28日 - 従四位[5]
- 1892年（明治25年）2月13日 - 正四位[6]
- 1897年（明治30年）5月31日 - 従三位[7]
- 1902年（明治35年）8月20日 - 正三位[8]
- 1907年（明治40年）8月30日 - 従二位[9]
- 1914年（大正3年）4月30日 - 正二位[10]
- 1923年（大正12年）2月4日 - 従一位[11]

爵位
- 1895年（明治28年）8月20日 - 男爵[12]
- 1907年（明治40年）9月21日 - 伯爵[13]

勲章等
| 受章年                     | 略綬 | 勲章名                   | 備考 |
| -------------------------- | ---- | ------------------------ | ---- |
| 1885年（明治18年）4月7日   |      | 勲三等旭日中綬章         |      |
| 1889年（明治22年）11月25日 |      | 大日本帝国憲法発布記念章 |      |
| 1893年（明治26年）5月26日  |      | 勲二等瑞宝章             |      |
| 1895年（明治28年）8月20日  |      | 功三級金鵄勲章           |      |
| 1895年（明治28年）8月20日  |      | 旭日重光章               |      |
| 1900年（明治33年）5月31日  |      | 勲一等瑞宝章             |      |
| 1905年（明治38年）5月30日  |      | 旭日大綬章               |      |
| 1906年（明治39年）4月1日   |      | 功一級金鵄勲章           |      |
| 1906年（明治39年）4月1日   |      | 旭日桐花大綬章           |      |
| 1906年（明治39年）4月1日   |      | 明治三十七八年従軍記章   |      |
| 1915年（大正4年）11月10日  |      | 大礼記念章               |      |

外国勲章佩用允許
| 受章年                     | 国籍                         | 略綬 | 勲章名                                                 | 備考 |
| -------------------------- | ---------------------------- | ---- | ------------------------------------------------------ | ---- |
| 1906年（明治39年）4月2日   | イギリス帝国                 |      | 聖マイケル・聖ジョージ勲章ナイトグランドクロス         |      |
| 1906年（明治39年）7月13日  | スウェーデン王国             |      | レペー勲章コマンドールアベックエトワルエグランクロワー |      |
| 1907年（明治40年）4月16日  | フランス共和国               |      | レジオンドヌール勲章グラントフィシエ                   |      |
| 1907年（明治40年）7月20日  | プロイセン王国               |      | 赤鷲大綬章                                             |      |
| 1907年（明治40年）12月10日 | オーストリア＝ハンガリー帝国 |      | レオポール第一等勲章                                   |      |
| 1908年（明治41年）4月7日   | イタリア王国                 |      | サンモーリスエラザル第一等勲章                         |      |

## 親族
- 後妻：黒木ヒヤク（百子）（1868–1961） - 旗本中山勝重次女、黒田清隆養女、清隆の前妻の妹）
- 長男：黒木三次（1884–1944） - 前妻との子。妻の竹子（1895–1979）は松方巌の娘。家督を継承。帝都復興院参与・貴族院議員を務め正三位勲三等伯爵に昇る。
- 三男：黒田清（1893–1951） - 黒田清仲伯爵（内閣総理大臣黒田清隆陸軍中将伯爵の子）の養嗣子となり、伯爵の爵位を継ぐ。
- 長女：つね（1877–1922） - 川田甕江長男・鷹の妻
- 次女：愛子（1888–1971） - 高橋是清長男・高橋是賢の妻

## 関連書
- 柘植久慶『黒木為楨 : 日露戦争の勝利に最も貢献した名将』PHP研究所〈PHP文庫〉、2010年。ISBN 9784569675640。 NCID BB04923531。全国書誌番号:21860788。
- 『日露戦争七人の陸将 名将の条件 大山巖・児玉源太郎・福島安正・黒木為楨・立見尚文・秋山好古・一戸兵衛』柘植久慶、学研パブリッシング (2010/12)
- 來原慶助, 芹沢武光『日露戦争における黒木為楨大将』南方新社、2012年。ISBN 9784861242366。 NCID BB0858410X。全国書誌番号:22060128。
- 森孝晴「ジャック・ロンドンに対する薩摩武人の影響 : 黒木為楨の場合」『立命館経済学= 立命館経済学』第58巻第3号、立命館大学経済学会、2009年9月、43-58頁、doi:10.34382/00001586、hdl:10367/1002、ISSN 0288-0180。